# 澤田痴陶人
澤田 痴陶人（さわだ ちとうじん、1902年（明治35年）1月21日 - 1977年（昭和52年））は日本の陶芸家。同じく陶芸家の澤田じゅん（じゅん：牛偏に享）は息子。

## 略歴
京都府宮津町に生まれる。京都市立陶磁器試験場付属伝習所正科卒業。
1934年、有田窯業試験場（佐賀県）で陶芸図案を指導。1943年、佐那具陶磁器研究所（三重県）で中国陶器を研究。1950年、知山窯（岐阜県）に入る。1960年、佐賀県嬉野町に移住、多くの窯元デザインの仕事を行う。1968年、伊万里陶苑の創設に加わり、顧問デザイナー。1997年、大英博物館ジャパンギャラリーで日本人の陶芸家として初めて個展が開催される。